# Wanderwege im Vogelsberg

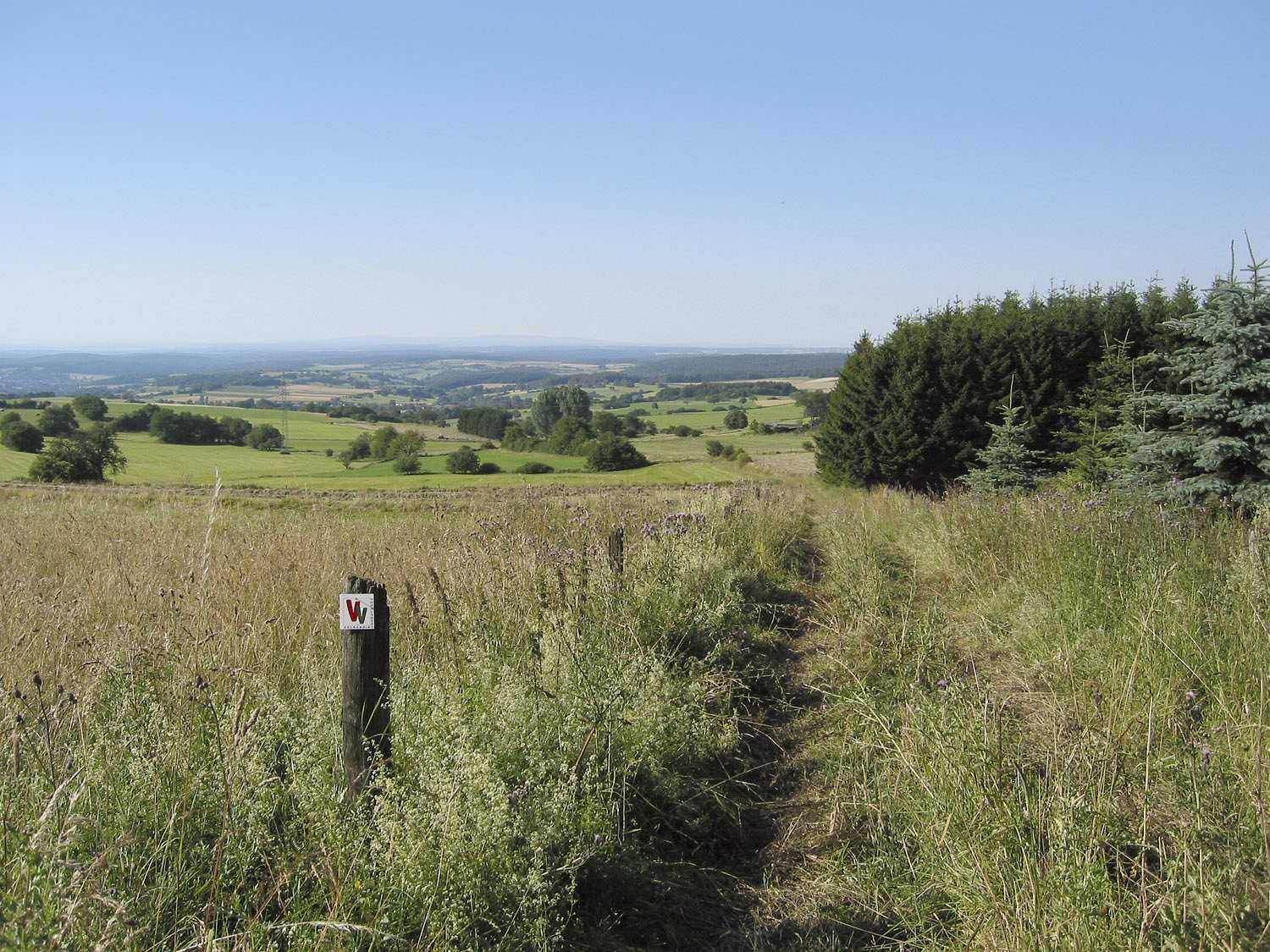
Vulkanring Vogelsberg: Wiesenweg

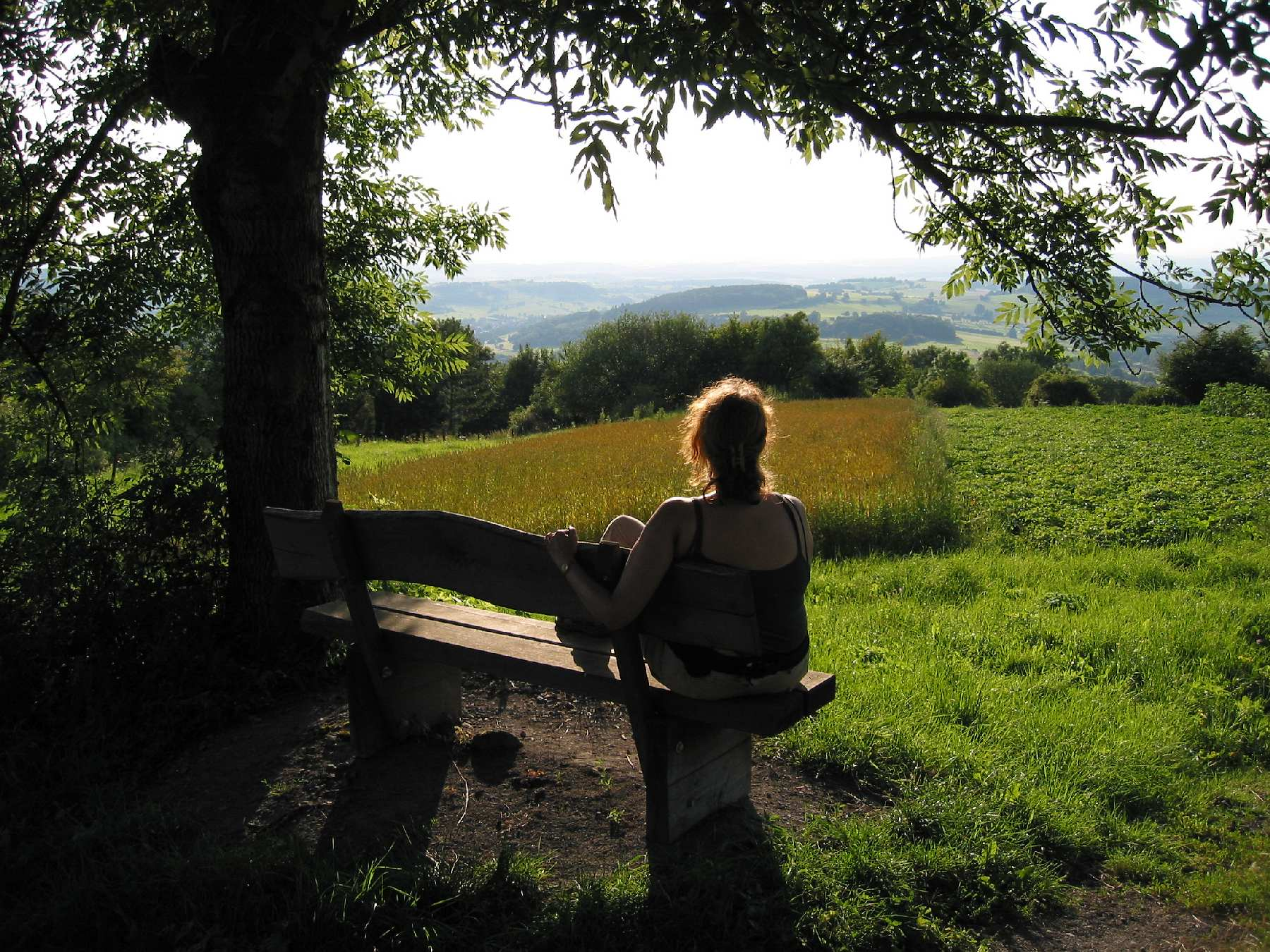
Vulkanring Vogelsberg: auf dem Schlossberg der Burg Ulrichstein

Die Anlage von Wanderwegen im Vogelsberg begann im 19. Jahrhundert. Der Vogelsberg ist ein bis 773 m ü. NN hohes Mittelgebirge in Nord- und Mittelhessen.
Führend bei der Anlage dieser Wanderwege war der 1881 gegründete Vogelsberger Höhen-Club (VHC), der Ende des 19. Jahrhunderts mit der Anlage erster Wanderwege den Vogelsberg, eines der bis dahin unbekanntesten Mittelgebirge Deutschlands, erschloss und bekannt machte. Gegenwärtig umfasst das VHC-Wegenetz über 1600 km Länge. Der älteste Weg, der „Vulkansteig“, nach seinem Gründer auch „Vater-Bender-Weg“ genannt, führt auf 118 km Länge von Frankfurt über den Hoherodskopf nach Alsfeld.
In den 2000er Jahren wurden über Tourismusorganisationen, Gemeinden und den Naturpark Vulkanregion Vogelsberg weitere Wanderwege ausgewiesen, die sich durch ihre thematische Bedeutung und ihre Wanderqualität auszeichnen.

## Vulkanring Vogelsberg
Der Vulkanring Vogelsberg ist ein 125 km langer Rundweg im Naturpark Hoher Vogelsberg, der auf Höhenlagen zwischen 300 und 650 m das zentrale Vulkanmassiv umrundet. Er wurde nach erlebnisorientierten Kriterien des Deutschen Wanderinstitutes geplant.

## Extratouren Vogelsberg
Als Vogelsberger Extratouren sind sieben Wanderwege vereint, die mit dem deutschen Wandersiegel für ihre Wanderqualität ausgezeichnet wurden. Dies sind Rundwege zwischen 8 und 19 km Länge, die besondere Natursehenswürdigkeiten der jeweiligen Region verbinden. Teilstrecken wurden dafür gebaut, damit sie dem erforderlichen Wegeformat entsprechen. 
Die sieben Wanderwege sind der:
- Höhenrundweg: 8 km ab Hoherodskopf
- Weitblicktour: 12 km ab Ulrichstein
- Felsentour Herbstein: 19 km ab Herbstein
- Bachtour: 16 km ab Lauterbach
- Naturtour: 14 km ab Nidda-Eichelsdorf
- Gipfeltour: 14 km ab Hoherodskopf
- Bonifatius-Route (172,0 km): Der Pilgerweg, der auf den Spuren des Leichenzuges des heiligen Bonifatius von Mainz nach Fulda folgt, quert den Vogelsberg und ist an den von Hochheim am Main nach Fulda verlaufenden Bonifatiusweg angelehnt.